# Frank O'Farrell
Francis 'Frank' O'Farrell (født 9. oktober 1927, død 6. marts 2022) var en irsk fodboldspiller- og træner. I løbet af sin karriere som spiller, spillede han for Cork City, West Ham United, Preston North End og Weymouth. Han var desuden aktiv på det irske fodboldlandshold, hvor det blev til ni kampe og 2 mål. Karrieren som spiller sluttede i 1961, og han blev senere træner for blandt andet Manchester United og Irans fodboldlandshold.